# شعيب سلطان
شعيب سلطان (بالنرويجية البوكمول: Shoaib Sultan)‏ هو سياسي نرويجي، ولد في 22 ديسمبر 1973. نشط حزبياً في حزب الخضر.